# 周铁根
周铁根（1962年11月—），男，汉族，江苏海安人，中华人民共和国政治人物、第十三届全国人民代表大会江苏地区代表，中共江苏省委党校大学学历、南京大学工商管理专业研究生课程进修班毕业。

## 生平
1982年9月，在江苏公安专科学校治安系学习。1984年11月加入中国共产党。1985年7月参加工作。历任江苏省环本农场干部、副指导员、南通市公安局政治处干部、南通市委研究室干部、副科级研究员、正科级研究员、综合科科长、主任助理、综合科科长、副处级秘书、副主任、中共如皋市委副书记、代市长、市长、中共如东县委书记、县人大常委会主任、中共无锡市委常委、市纪委书记、中共江阴市委书记、江阴高新技术产业开发区党工委书记。2015年12月，任中共徐州市委副书记、徐州市政府党组书记、市长。2018年2月24日，当选为第十三届全国人大代表。2018年4月，任徐州市委书记。

### 落马
2024年9月14日，周铁根涉嫌严重违纪违法接受江苏省纪委监委纪律审查和监察调查。